# 4680 Lohrmann
4680 Lohrmann este un asteroid din centura principală, descoperit pe 31 august 1937 de Hans-Ullrich Sandig.